# Salmo Suíço
"Salmo Suíço" ou "Cântico Suíço" (em alemão:  Schweizerpsalm, em francês:  Cantique Suisse, em italiano:  Salmo Svizzero, em romanche:  Psalm svizzer)  é o hino nacional da Suíça.
A canção foi composta pelo padre e compositor Alberich Zwyssig em 1841 na cidade de Zug. Recebeu a tarefa de musicar um texto patriótico escrito por Leonhard Widmer, jornalista e poeta, amigo e conhecido de Zurique. Para isso então, escolheu uma passagem musical da missa; o salmo “Diligam te Domine” (Eu Vos quero amar, Senhor), já havia sido composto em 1835 para uma festividade do mosteiro de Wettingen, onde era mestre de capela.
Sua divulgação como canção pátria deu-se somente em 1843 durante a festa acadêmica em virtude da junção de Zurique à Liga Suíça. No mesmo ano foi apresentada nas festividades da canção em Zurique e bem aceita pelo público. Através de corais masculinos o “Salmo Suíço” tornou-se rapidamente popular e logo foi traduzido para as outras línguas do país, fazendo parte das festividades nacionais.
O parlamento, porém, recusou por várias vezes a tentativa de promulgar a canção como hino oficial do país, alegando que o hino nacional não deveria ser imposto por decreto, mas escolhido livremente pelo povo através do seu uso regular. Na verdade, já existia nas ocasiões de governo e militares uma música tão popular quanto o “Salmo Suíço”: chamava-se “Heil dir, Helvetia!” (Salve, Helvécia!) e era altamente difundido. Apesar da letra autêntica, a melodia de “Salve, Helvécia!” era a mesma do hino britânico “Deus Salve o Rei”. Durante o século XX, com a intensificação dos contatos internacionais, por muitas vezes houve situações difíceis, quando por exemplo, o hino britânico era seguido do então hino suíço.
Em 1961 o parlamento da Suíça decidiu que o “Salmo Suíço” era uma criação suíça legítima e que deveria valer como hino nacional provisoriamente. Após 3 anos de testes o hino foi aceito por 12 cantões e sete pediram por mais tempo de testes e menos do que seis o rejeitaram. Mesmo assim, em 1965, o “Salmo Suíço”  foi declarado como hino nacional, desta vez sendo permanente. A ratificação final aconteceu em 1981, quando se estabeleceu definitivamente que o “Salmo Suíço” seria o então hino nacional da Confederação Suíça, alegando-se ser “uma canção puramente suíça, íntegra, festiva, assim como a maioria dos cidadãos desejam em um hino”.

## Letra
O hino nacional suíço foi escrito em quatro versões oficiais em distintos idiomas: alemão, francês, italiano e romanche. Apesar de terem contextos similares com tonadas religiosas e geográficas (sobre os Alpes Suíços) e de tempo (manhã, noite, tempestade, sol), cada versão tem versos e refrões diferentes. A versão em língua alemã de Leonhard Widmer (1809-1867), foi a primeira a ficar pronta e serviu de base para a regência das demais. Em seguida, o "Cantique Suisse" (versão do idioma francês), escrito por Charles Chatelanat; o "Salmo Svizzero", versão italiana escrita por Camillo Valsangiacomo; e, a última a ficar pronta foi "Psalm Svizzer", feita por Flurin Camathias no idioma romanche.

## Schweizer psalm
| SCHWEIZER PSALM (versão oficial do idioma alemão) | SALMO SUÍÇO (tradução) |
| --- | --- |
| Trittst im Morgenrot daher, Seh’ich Dich im Strahlenmeer, Dich, du Hocherhabener, Herrlicher! Wenn der Alpenfirn sich rötet, Betet, freie Schweizer, betet! Eure fromme Seele ahnt, Gott, den Herrn, im hehren Vaterland. Kommst im Abendglühn daher, Find’ich Dich im Sternenheer, Dich, du Menschenfreundlicher, Liebender! In des Himmels lichten Räumen Kann ich froh und selig träumen! Denn die fromme Seele ahnt, Gott, den Herrn, im hehren Vaterland. Ziehst im Nebelflor daher, Such’ich Dich im Wolkenmeer, Dich, du Unergründlicher, Ewiger! Aus dem grauen Luftgebilde Tritt die Sonne klar und milde, Und die fromme Seele ahnt, Gott, den Herrn, im hehren Vaterland. Fährst im wilden Sturm daher, Bist du selbst uns Hort und Wehr, Du, allmächtig Waltender, Rettender! In Gewitternacht und Grauen Lasst uns kindlich Ihm vertrauen! Ja, die fromme Seele ahnt, Gott, den Herrn, im hehren Vaterland. | No surgir da manhã esplendorosa, admiro-Te nos raios calorosos, a Ti, exaltamos, Magnificente! Quando o alpe se avermelhar, orai, suíços livres, orai! Sua piedosa alma indagai, Deus, ó Senhor, em nobre pátria. No vir da noite fulgurosa, cerimonio-Te no sereno estrelado, a Ti, adoramos, Amoroso! Nos relâmpagos que clareiam o céu podemos felizes e abençoados sonhar! Porque a piedosa alma indagais, Deus, ó Senhor, em nobre pátria. No pousar da névoa densa, Busco-Te na neblina, a Ti, unimos, Eterno! Perante o grande nimbo surge o sol claro e suave, E a piedosa alma indagais, Deus, ó Senhor, em nobre pátria. No ocorrer da tempestade feroz, es nosso refúgio e defesa, a Ti, prevalecemos, Redentor! Na escura tormenta e na tristeza confiaremos plenamente n’Ele! Sim, a piedosa alma indagais, Deus, ó Senhor, em nobre pátria. |

## Cantique suisse
| CANTIQUE SUISSE (versão oficial do idioma francês) | CÂNTICO SUÍÇO (tradução) |
| --- | --- |
| Sur nos monts, quand le soleil annonce un brillant réveil, et prédit d’un plus beau jour le retour, les beautés de la patrie parlent à l’âme attendrie; Au ciel montent plus joyeux, les accents d’un cœur pieux. Lorsqu’un doux rayon du soir joue encore dans le bois noir, le cœur se sent plus heureux près de Dieu. Loin des vains bruits de la plaine, l’âme en paix est plus sereine; Au ciel montent plus joyeux, les accents émus d’un cœur pieux. Lorsque dans la sombre nuit la foudre éclate avec bruit, notre cœur pressent encore le Dieu fort; Dans l’orage et la détresse Il est notre forteresse; Offrons-Lui des cœurs pieux: Dieu nous bénira des cieux. Des grands monts vient le secours; Suisse, espère en Dieu toujours ! Garde la foi des aïeux, Vis comme eux ! Sur l’autel de la patrie mets tes biens, ton cœur, ta vie ! C’est le trésor précieux: que Dieu bénira du haut des cieux. | Sobre nossos montes, quando o sol anuncia um brilhante despertar, e prediz de mais um belo dia a retornar, as belezas da pátria falando à alma enternecida; Ao céu eleva mais jubiloso, as orações de um coração piedoso. Quando um suave raio do crepúsculo fuga ainda o bosque escuro, o coração se sente mais feliz perto de Deus. Longe dos abismos da planície, o amor em paz é mais sereno; Ao céu eleva mais jubiloso, as orações comovidas de um coração piedoso. Quando na sombra noturna o relâmpago estrepitar com fragor, nosso coração pressente ainda o Deus forte; Na tempestade e na tristeza Ele é nossa fortaleza; Oferecemos-Lhe nossos corações piedosos: Deus nos bendirá nos céus. Dos grandes montes vem a redenção; Suíça, persevere em Deus sempre! Guarde a fé dos antepassados, vivas como eles! Sobre o altar da pátria coloques teus bens, teu coração, tua vida! Este é o tesouro precioso: que Deus nos bendirá no alto dos céus. |

## Salmo Svizzero
| SALMO SVIZZERO (versão oficial do idioma italiano) | SALMO SUÍÇO (tradução) |
| --- | --- |
| Quando bionda aurora, il mattin c’indora l’alma mia T’adora, Re del ciel! Quando l’alpe già rosseggia a pregare allor T’atteggia: in favor del patrio suol, cittadino, Dio lo vuol. Cittadino, Dio sì, Dio lo vuol. Se di stelle è un giubilo la celeste sfera Te ritrovo a sera, ò Signor! Nella notte silenziosa l’alma mia in Te riposa: libertà, concordia, amor, all’Elvezia serba ognor. All’Elvezia serba ognor. Se di nubi un velo m’asconde il Tuo cielo pel Tuo raggio anelo, Dio d’amore! Fuga ò Sole quei vapori e mi rendi i Tuoi favori: di mia patria, deh, pietà! Brilla, Sol di verità. Brilla, solo Sol di verità. Quando rugge e strepita impetuoso il nembo m’è ostel Tuo grembo, ò Signor! In Te fido, Onnipossente deh, proteggi nostra gente: libertà, concordia, amor, all’Elvezia serba ognor. All’Elvezia serba ognor. | Quando loura aurora, a manhã nos doura a alma minha Te adora, Rei do céu! Quando o alpe já avermelha a pedir então Te disponha: em favor do pátrio solo, cidadão, Deus o quer. Cidadão, Deus sim, Deus o quer. Se de estrelas é um júbilo a celeste esfera Te retorno a noite, ó Senhor! Na noite silenciosa a alma minha em Ti repousa: liberdade, concórdia, amor, à Helvécia serva sempre. À Helvécia serva sempre. Se de nuvens um véu me esconde o Teu céu pelo Teu raio anel, Deus de amor! Fuga o Sol aqueles vapores e me rendas os Teus favores: de minha pátria, deh, piedade! Bilha, Sol de verdade Brilha, só Sol de verdade Quando ruge e estrepita impetuoso o nimbo me é refúgio Teu colo, ó Senhor! Em Ti confio, Onipotente deh, proteja nossa gente: liberdade, concórdia, amor, à Helvécia serva sempre. À Helvécia serva sempre. |

## Psalm Svizzer
| PSALM SVIZZER (versão oficial do idioma romanche) | SALMO SUÍÇO (tradução) |
| --- | --- |
| En l’aurora la damaun, Ta salida il carstgaun, spiert etern dominatur, Tutpussent! Cur ch’ils munts straglischan sura ura liber Svizzer, ura. Mia olma senta ferm, mia olma senta ferm, Dieu en tschiel, il bab etern, Dieu en tschiel, il bab etern. Er la saira, en splendur da las stailas en l’azur tai chattain nus, Creatur, Tutpussent! Cur ch’il firmament sclerescha en noss cors fidanza crescha. Mia olma senta ferm, mia olma senta ferm, Dieu en tschiel, il bab etern, Dieu en tschiel, il bab etern. Ti a nus es er preschent en il stgir dal firmament, ti inperscrutabel spiert, Tutpussent! Tschiel e terra t’obedeschan vents e nivels secundeschan. Mia olma senta ferm, mia olma senta ferm, Dieu en tschiel, il bab etern, Dieu en tschiel, il bab etern. Cur la furia da l’orcan fa tremblar il cor uman alur das Ti a nus vigur, Tutpussent! Ed en temporal sgarschaivel stas ti franc a nus fidaivel. Mia olma senta ferm, mia olma senta ferm, Dieu en tschiel, il bab etern, Dieu en tschiel, il bab etern. | N’aurora da manhã, Tu saúdas a humanidade, espirito eterno dominador, Onipotente! Quando os montes esplandecem sobre ora livre Suíça, ora. Minh’alma se sente forte, minh’alma se sente forte, Deus do céu, ó Pai eterno, Deus do céu, o Pai eterno. Também a noite, no esplendor das estrelas no azul tu nos encontras, Criador, Onipotente! Quando o firmamento esclarece em nossos corações confiança cresce. Minh’alma se sente forte, minh’alma se sente forte, Deus do céu, ó Pai eterno, Deus do céu, o Pai eterno. Ti a nós é também presente no extinguir do firmamento, teu imperscrutável espirito, Onipotente! Céu e terra te obedecem ventos e rios secundem. Minh’alma se sente forte, minh’alma se sente forte, Deus do céu, ó Pai eterno, Deus do céu, o Pai eterno. Quando a fúria do furacão faz tremer o coração humano então de Ti vem nosso vigor, Onipotente! E no temporal horrendo está a ti nossa fidelidade. Minh’alma se sente forte, minh’alma se sente forte, Deus do céu, ó Pai eterno, Deus do céu, o Pai eterno. |